# Poker Face (canção de Lady Gaga)
"Poker Face" é uma canção interpretada pela artista musical estadunidense Lady Gaga, contida em seu álbum de estreia The Fame (2008). Depois de ter assinado contrato com a Streamline Records, selo da Interscope Records, e escrever canções para diversos artistas, Gaga iniciou o desenvolvimento de seu primeiro disco com diferentes produtores, incluindo RedOne, com quem co-escreveu a canção. A sua gravação ocorreu em 2008 nos estúdios Record Plant Studios em Hollywood, Califórnia. A faixa foi lançada em 23 de setembro de 2008 através da Interscope Records, servindo como o segundo single do disco e da carreira da cantora. 
Musicalmente derivada do dance-pop e do electropop, a canção segue o estilo sonoro do single anterior "Just Dance". Apesar disso, enquanto esta usa principalmente elementos eletropop, "Poker Face" tem uma pegada um pouco mais sombria, com vocais mais fortes no refrão e um gancho pop. Liricamente ambígua, a protagonista utiliza de metáforas, como termos comuns em jogos de poquer, para esconder seus interesses sexuais. Mais tarde, a artista revelou que, para concebe-la, teve como inspiração algumas experiências bissexuais e dedicou-a aos seus ex-namorados amantes do rock and roll.
"Poker Face" recebeu análises geralmente positivas da mídia especializada, a qual prezaram sua produção, seu gancho e seu refrão robótico. Em retrospecto, a canção foi incluída em diversas listas reunindo as melhores de 2009 e do catálogo de Gaga, além de angariar o prêmio de Melhor Gravação de Dance durante a 52.ª edição dos Grammy Awards. Também foi indicada na categoria de Gravação do Ano e Canção do Ano. Obteve um desempenho comercial bastante positivo, atingindo a liderança das tabelas de 20 países, incluindo Austrália, Canadá, Nova Zelândia e Reino Unido, classificando-se nas dez melhores posições em diversas outras. Nos Estados Unidos, o número repetiu o sucesso de "Just Dance", liderando a parada Billboard Hot 100 por uma semana. Posteriormente, foi certificado como diamante (10× platina), pela Recording Industry Association of America, denotando vendas de dez milhões de unidades no território. Mundialmente, comercializou cerca de 16 milhões de cópias e tornou-se o single mais comprado de 2009.
O vídeo musical correspondente foi dirigido por Ray Kay e estreou em 29 de outubro de 2008 no programa televisivo PopLab da Logo TV. As cenas mostram Gaga em várias roupas e jogando pôquer em uma mansão luxuosa. Como resultado, foi incluído em diversas listas que compilavam os melhores vídeos da carreira da artista e venceu a categoria de Melhor Vídeo Internacional nos MuchMusic Video Awards, ao passo em que recebeu indicações em outras premiações como o MTV Video Music Awards. "Poker Face" contou com apresentações em programas televisivos e premiações, como nos American Idol, MuchMusic Video Awards, Saturday Night Live e no Super Bowl LI. Além de ter sido incluída no concerto de residência de Gaga em Las Vegas, a Lady Gaga Enigma + Jazz & Piano (2018–2021), e em todas as suas turnês. A obra foi regravada por diversos artstas, como Kelly Clarkson, o elenco do seriado musical Glee, e foi disponibilizada no jogo de videogame Rock Band.

## Antecedentes e lançamento

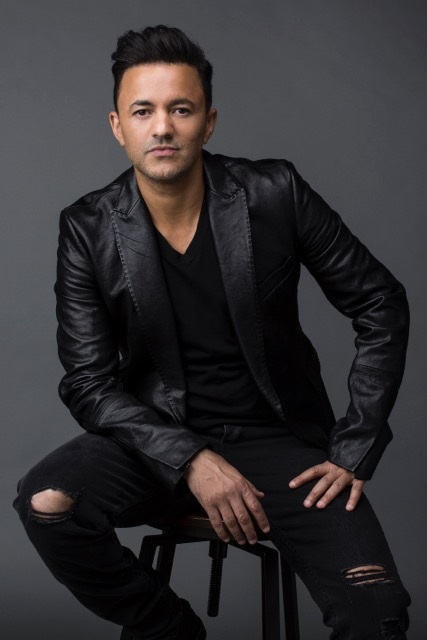
RedOne (foto em 2017) produziu uma grande parte de The Fame, incluindo "Poker Face".

Em 2007, Gaga lançou um extended play (EP) intitulado Kandy Life contendo 5 músicas em suas versões demonstrativas foi distribuído ou vendido como forma de divulga-la para o público. A lista de faixas era composta por "Beautiful, Dirty, Rich", "Wonderful", "Kandy Life", "Brown Eyes" e "Disco Heaven". Paralelamente, Fusari enviou diversas dessas canções a seu amigo, produtor e executivo de gravações Vincent Herbert. A contratação de Lady Gaga foi instantânea pelo selo Streamline Records, uma marca da Interscope Records que não hesitou em recebê-la. Gaga creditou Herbert como o homem que descobriu-a: "Eu realmente sinto que nós fizemos a história do pop, e vamos continuar fazendo". Tendo servindo como uma compositora aprendiz sob um estágio na Famous Music Publishing, que foi adquirida pela Sony/ATV Music Publishing, a artista assinou um contrato publicitário com a Sony/ATV. Como resultado, ela foi selecionada para escrever canções para Spears e seus colegas de gravadora New Kids on the Block, Fergie e The Pussycat Dolls.
Enquanto Gaga compunha na Interscope, Akon reconheceu suas habilidades vocais, onde ela cantou uma referência vocal para uma de suas faixas em estúdio. O cantor convenceu o presidente e chefe executivo da Interscope Geffen A&M Jimmy Iovine a formar um acordo de união para tê-la também contratada na sua própria gravadora, a Kon Live Distribution. Em 2008, a intérprete mudou-se para Los Angeles, Califórnia, a fim de trabalhar extensivamente com sua gravadora para completar seu material de estreia, criando sua própria equipe de criação chamada Haus of Gaga, inspirada pela The Factory, de Andy Warhol. Nesse período, vários produtores estiveram envolvidos no desenvolvimento do projeto, entre eles RedOne. Na primeira semana trabalhando juntos, eles escreveram e gravaram "Poker Face" e "Just Dance". RedOne mais tarde afirmou que ambas as canções levaram cerca de uma hora cada para serem concluídas. Gaga se inspirou em seus dias como go-go dancer em Nova Iorque, sendo essa uma de suas canções favoritas do álbum. Foi gravada nos estúdios Record Plant Studios, em Los Angeles, Califórnia. Ele também tratou da edição vocal, da engenharia de áudio, forneceu vocais de apoio e instrumentação, e responsabilizou-se pela programação da faixa. Foi distribuída digitalmente em 23 de setembro de 2008 na loja virtual Amazon através da Interscope Records, sendo enviada para rádios mainstream estadunidenses em 27 de janeiro de 2009, servindo como o segundo single do material. Além de ter recebido diversos remixes a partir de seu produto original como parte de um extended play (EP). o número também recebeu lançamento físico através dos formatos de CD single, maxi single e disco de vinil contendo sua versão padrão, remixada e acústica ao piano.

## Estrutura musical
"Poker Face" é uma música com duração de três minutos e cinquenta e oito segundos (3:58). Musicalmente, deriva-se do electropop e dance-pop e segue o estilo sonoro do single anterior "Just Dance". Apesar disso, enquanto "Just Dance" usa principalmente elementos eletropop, "Poker Face" tem uma pegada um pouco mais sombria, com vocais mais fortes no refrão e um gancho pop. "Just Dance" também incorpora sintetizadores e elementos de música eletrônica, assim como o single seguinte "LoveGame". De acordo com Kerri Mason, da revista Billboard, a composição da música "traz a vibração de couro sintético e lantejoulas da cena underground do centro de Nova Iorque para a programação FM sem perder sua obscenidade e atrevimento". De acordo com a partitura publicada no Musicnotes.com pela EMI Music Publishing, a música começa em um ritmo constante de cerca de 120 batidas por minuto. É escrita na tonalidade de sol ♭ menor, com os vocais de Gaga abrangendo-se entre as notas de fá♯3 a Si4. Começa em ritmo moderado com um fundo eletrônico denso com vozes dizendo "Mãe-mãe-mãe-mah". Os acordes da música em ordem são: sol♯menor-sol♯ menor-mi-fá♯, e então segue para o refrão composto por sol♯-mi-si-fá♯. Na sequência, vem o fundo musical de dance music criado a partir de ritmos fortes dos instrumentos, seguido de um gancho que se estende até o refrão.
A letra de "Poker Face" conta a história das múltiplas faces de uma mulher – no caso –, alguém cuja expressividade blasé não pode ser decifrada por aquele que tenta seduzi-la. Se estabelece como seu alvo conseguir ler seus olhos e entender realmente o que ela deseja. De acordo com o Daily Star, é mencionado que o refrão repete dois versos diferentes. Depois de "Não consegue ler minha cara de poker", um vocalista de apoio entoa "ele me tem como ninguém" e então acrescenta o próximo verso "ela me tem como ninguém". Gaga explicou em uma entrevista que a frase carrega uma conotação um pouco vergonhosa quando se fala de amor e sexo. De acordo com a BBC, o gancho "mum-mum-mum-mah" usado na música foi retirado do single de sucesso "Ma Baker" (1997), de Boney M. Quando o talk show RLT Boulevard perguntou a Gaga sobre o gancho, ela respondeu: "Eu amo Boney M, então talvez apareceu na música subconscientemente". Durante entrevista, a cantora admitiu que a Kiss FM foi a única estação de rádio a censurar corretamente a música durante o refrão, quando substituíram "poker face" por "fuck her face". Embora não esteja na letra oficial, a mudança pode ser ouvida a cada segunda repetição da frase durante o refrão. Alguns canais de TV também a censuraram durante a exibição de seu videoclipe.
No começo de sua carreira, a intérprete disse que a inspiração para a obra eram os seus antigos "namorados roqueiros", que eram todos muito ligados em apostas. Logo depois do sucesso da música, Gaga disse a obra tinha um significado oculto — fazendo referência a bissexualidade —, sobre "fantasiar uma mulher quando ela está com um homem. O cara não sabe realmente o que ela está pensando. Ele não consegue decifrar sua cara de pôquer". O editor do Stereogum, Tom Breihan comentou que "esse significado está realmente oculto; você provavelmente não entenderia sem que Gaga lhe apontasse nessa direção. Em vez disso, as letras de "Poker Face" funcionam como um único sentido: "Eu quero rolar com ele / um par difícil seremos/ Um pouco de jogo é divertido quando você está comigo". Sobre esse aspecto, em seu artigo The Evolution of Lady Gaga, o acadêmico Nanna Ørslev Andersen notou que o trecho da letra que diz "Não, ele não sabe decifrar minha cara de pôquer, ela me pegou como ninguém" indica que ela engana o homem, fazendo-o pensar que ela está apaixonada por ele, mas eventualmente ela está mais interessada na mulher que ele está se relacionando, já que a mulher a "pegou" como nenhuma outra pessoa, e ela não consegue parar de pensar nela enquanto a garota está com ele. Ele também opinou que Gaga pretende mostrar na canção que é normal gostar de ambos os sexos e que ninguém consegue controlar seu desejo sexual. Por outro lado, em entrevista à revista Rolling Stone, quando questionada sobre o significado do verso que diz: "porque eu vou blefar com meu ninfomanico", Gaga explicou que havia sido extraída  de uma outra composição sua não lançada: "Eu tirei essa linha de outra canção que escrevi, mas nunca foi lançada, chamada "Blueberry Kisses". Era sobre uma garota cantado para o seu namorado sobre como ela quer que ele vá para baixo dela, o verso era: "Beijos refrescantes, homem ninfomanico sente falta daqueles beijos".

## Recepção

### Crítica profissional

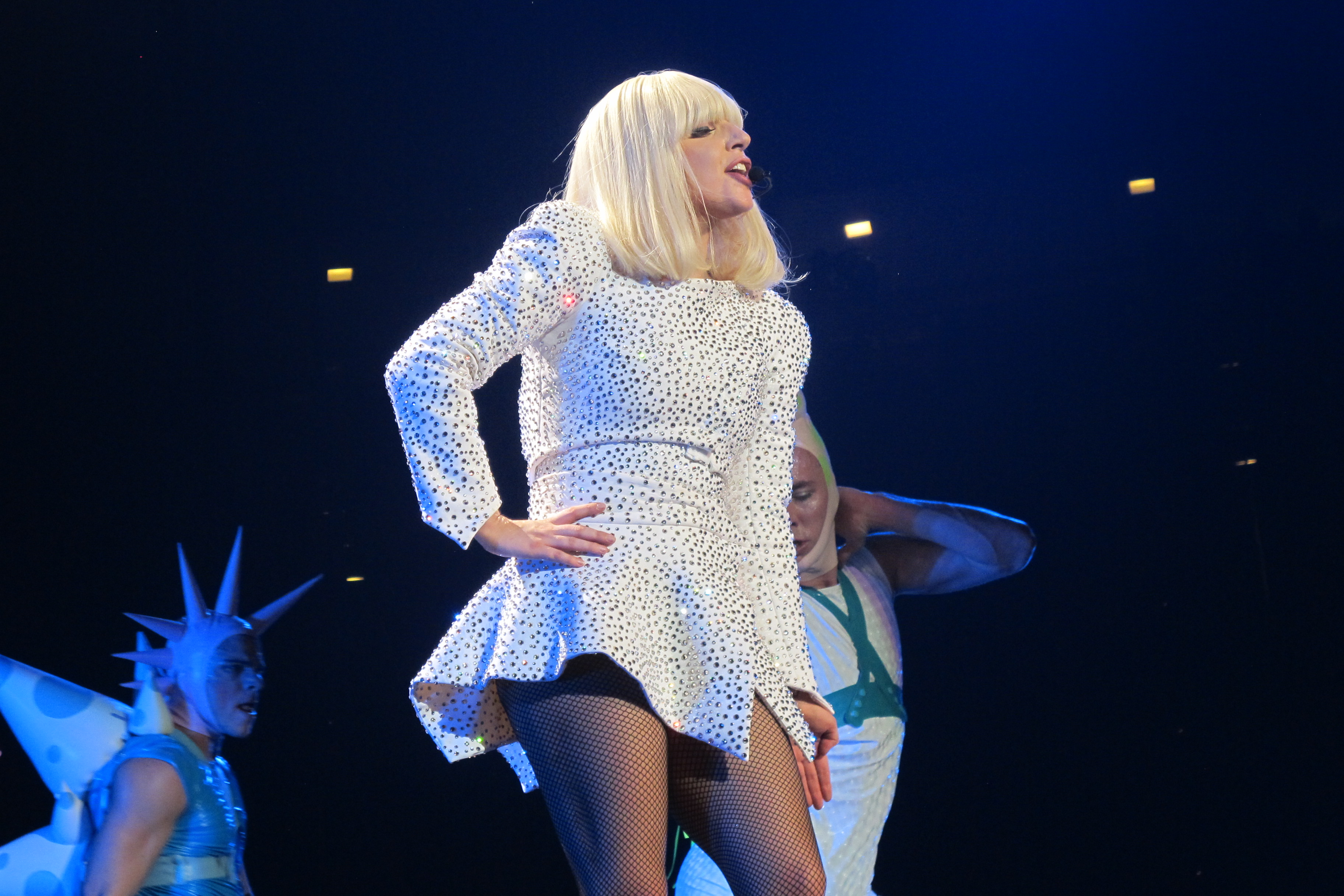
Gaga apresentando "Poker Face" na Artrave: The Artpop Ball (2014).

Após seu lançamento, "Poker Face" recebeu aclamação da crítica. O jornalista brasileiro Thiago Nolla, do CinePOP, considerou-a a melhor música de The Fame, avaliando que "é icônica do começo ao fim, desde a robótica voz que precede o refrão até a irreverente ponte". Um editor da BBC Music adjetivou de "pomposa" a faixa, sentindo que Gaga expressa nela "seu desejo avassalador por fama e fortuna". Bill Lamb, do About.com, analisou: "'Poker Face' funciona bem em rádios pop, mas com pequenas alterações de mixagem, ficaria igualmente bem em uma atmosfera de festa escura, suada e tarde da noite. Ela refrescou o mundo pop nos EUA e no Reino Unido em um dos momentos mais monótonos do ano. 'Poker Face' mantém os motores zumbindo enquanto todos esperam pelo próximo passo de Lady Gaga". Chris Williams, da Billboard, também fez uma crítica positiva da música, dizendo: "Mais uma vez, os ganchos são abundantes, com sintetizadores inspirados nos anos 80, versos robóticos e um gancho quente e ensolarado no refrão, que são ainda mais viciante do que o single anterior ('Just Dance') [...] Com seu estilo artístico distinto, seu jeito arrogante em entrevistas e, acima de tudo, uma coleção fantástica de preciosidades pop, Gaga está jogando suas cartas corretamente, e "Poker" é outro ás óbvio".
O crítico musical da Slant Magazine, Sal Cinquemani, incluiu "Poker Face" entre as músicas que funcionam em The Fame, juntamente com "Starstruck", "Paper Gangsta" e "Summerboy". Matthew Chisling, do banco de dados Allmusic, chamou a obra de "infecciosa" e, juntamente com a faixa-título "The Fame", elogiou-as por "rejuvenescer a vibração do álbum para a sua segunda metade". Ao resenhar a turnê Fame Ball tour da artista, Andy Downing, do The Chicago Tribune, classificou a canção como "alegre". Mark Elliott, da página Discover Music, sentiu que demonstrou que o sucesso de Gaga não foi um simples acontecimento. Seu ritmo melódico de synth-pop sempre foi funcional para a pista de dança, mas (o mais importante) também soou de forma impressionante bem ao rádio. Evan Sawdey, do PopMatters, expressou que "Poker Face" — juntamente com "Paparazzi" —, duplicam muito do mesmo "território chamativo que o single anterior 'Just Dance' cobriu, mas nunca soa como se Gaga estivesse se repetindo deliberadamente". A Rolling Stone, em uma análise da The Fame Ball Tour, comparou a interpretação acústica de "Poker Face" com os trabalhos da cantora Amy Winehouse. Revisando The Fame, um editor da Sputnikmusic analisou: "A maior parte do álbum é composta pelas mesmas batidas eletrônicas pulsantes e ganchos contagiantes que definiram músicas como "Poker Face" e "Just Dance", que, nas mãos de um artista menor, poderiam levar a uma sensação de homogeneidade". Ele complementou dizendo que "Money Honey" soa "um pouco exagerada com as outras faixas (especialmente "Poker Face"), falhando em produzir um gancho contagiante o suficiente". Sebas E. Alonso, ao resenhar sobre o disco para o portal espanhol Jenesaispop, selecionou "Poker Face" como um de seus destaques. O autor opinou que a canção e 'Love Game' são como "imitações" de "Just Dance" e que também "poderiam ter seus títulos trocados ('Poker Game', 'Lovely Face', 'Poker Lover', 'Lover Poker')". Erika Hobert, do jornal New Times Broward-Palm Beach, em uma revisão negativa, chamou a música de "europop lixoso".

### Reconhecimento
A Rolling Stone classificou "Poker Face" em nonagésimo sexto lugar em sua lista das 100 melhores músicas da década de 2000. Em outubro de 2011, a revista britânica NME colocou-o no 103º posto de sua lista "150 melhores faixas dos últimos 15 anos". Além disso, entrou em diversas compilações de melhores canções de sua intérprete. Em 2019, a Billboard classificou-a em segundo lugar no catálogo com outras 15, justificando que "representa a música pop no seu melhor: construída de forma inteligente, instintivamente cativante, fácil de repetir e totalmente divertida. E, então, há Gaga no meio de muitos centros de prazer, cantando com todas as suas forças e se tornando uma estrela singular". O Grammy Awards posicionou-o no mesmo posto, com Glenn Rowley expressando: "Se "Just Dance" elevou as expectativas para as alturas sobre a música que Gaga tinha em sua manga bem cuidada, "Poker Face" as superou amplamente — e, subsequentemente, se tornou uma das músicas pop definidoras da década". O The Guardian o considerou o sétimo melhor da artista. No catálogo com as melhores canções da artista até 2024, Kristen S. Hé, da Vulture, colocou "Poker Face" no 25.º lugar, sentindo que, através dela, Gaga "empunhou sua sexualidade como uma arma — não apenas para agradar seu público, mas para nos deixar querendo mais". A NME, por sua vez, considerou "Poker Face" a maior de Gaga e prezou-a por combinar "um som robótico e sombrio com synth-pop e, assim, criar um hino viciante que se tornou uma das músicas mais icônicas dos anos 2000". A faixa também foi eleita a 4ª melhor de seu catálogo, por leitores da Rolling Stone.
Durante a 52.ª edição dos Grammy Awards, "Poker Face" venceu o troféu de Melhor Gravação de Dance. Também foi indicado na categoria de Gravação do Ano e Canção do Ano, mas perdeu, respectivamente, para "Use Somebody" de Kings of Leon e "Single Ladies (Put a Ring on It)" de Beyoncé. Apesar de perder como Gravação do Ano, nessa premiação, ganhou na mesma categoria nos Premios Oye!. O Los Premios MTV Latinoamérica a reconheceu como a Música do Ano. De igual forma, os World Music Awards o premiou como a Melhor Música Mundial do Ano. Já os BMI Music Awards o entregou um reconhecimento especial por seu sucesso na Alemanha. Outros prêmios conquistados pela gravação incluem um Echo Awards, de Canção Nacional/Internacional do Ano, e um StarShine Magazine Music Awards, de Música do Ano.

## Vídeo musical

### Desenvolvimento e sinopse

Capturas em ecrã de três momentos do videoclipe de "Poker Face", em que Gaga é vista saindo com uma máscara de dentro de uma piscina (acima), dançando em volta dela (meio) e com um adesivo em formato de raio na bochecha.

O videoclipe de "Poker Face" foi dirigido por Ray Kay, com o assistente Anthony Mandler, e foi filmado em uma luxuosa mansão em PokerIsland, Malibu, Califórnia, de propriedade da empresa bwin, que também forneceu as peças do jogo de pôquer utilizados na gravação e, em troca, foi anunciada em vários momentos dele. Originalmente, Kay pretendia filmá-lo em uma praia em Ibiza, Espanha, e contaria com uma cena em que Gaga emergiria do mar o que, nas palavras do diretor, seria "igual a Halle Berry em Die Another Day". No último minuto, esse plano foi descartado, o que deixou o diretor lutando para encontrar um local adequado. Eles finalmente encontraram uma mansão em PokerIsland e, ao longo do dia, o vídeo foi filmado em 3 de outubro de 2008. Gaga explicou no décimo nono episódio de sua série Transmision Gagavision, a ideia principal por trás o videoclipe de "Poker Face". Ela disse: "Eu sabia que eu queria que fosse sexy, então eu pensei que teria que ser sem calça, porque isso é sexy [...] E eu sabia que eu queria que fosse futurístico, então pensei nas ombreiras, porque é uma coisa [da] minha [personalidade]".
O vídeo, com duração de 3 minutos e 35 segundos, se passa em uma piscina localizada em uma mansão. Começa com Gaga saindo de dentro dela, usando uma máscara de baile e um collant preto de vinil com losangos tridimensionais na parte do ombro e da cintura, com dois cães da raça dogue alemão ao seu lado (nomeados Lava e Rumpus). Ela joga a máscara de lado e a música começa com seu rosto real aparecendo, com sua boca entreaberta e corpo pingando água. Em seguida, Gaga aparece com um adesivo em formato de raio de metal na bochecha esquerda. A gravação também mostra vários manequins brancos no deque da piscina. A artista então surge vestindo um body azul turquesa – novamente de vinil – dessa vez mais ousado com recortes laterais e ombreiras, onde dança e canta ao lado da piscina. Durante a cena seguinte, ela surge em botas de Betsey Johnson. Gaga, então é vista em uma festa onde cada homem e mulher tenta a sorte em um jogo de strip poker.
A festa parece ficar mais frenética quando todos os convidados ficam só de roupas íntimas, dançam e se beijam. A próxima cena é em um sofá onde estão um homem e Gaga, que traja um laço feito de fios de cabelo e com um body transparente. A sequência é com ela dançando ao lado da piscina com seus dançarinos em uma malha turquesa futurística com ombreiras e óculos IPod LCD. Ela também surge em um vestido de manga justa metálico de Antonio Berardi, uma ombreira de acrílico desenhadas por Mike Feeney, leggings com patchwork de renda angulares desenhadas por Brian Lichtenberg, botas da Givenchy, um colar confeccionado por Alex & Chloe (Brian Lichtenberg) e um anel da Swarovski. O vídeo também mostra Gaga em seus óculos de sol, enquanto está sentada ao lado da piscina. Nessa cena, durante o interlúdio antes do refrão "eu não vou te dizer que eu te amo", os óculos exibem a frase: "A música pop nunca será inferior". Na tomada que em que ela está sentada e dançando na espreguiçadeira perto da área da piscina, o fundo tem cores claras, no entanto, ela está em foco, pois está vestindo um terno de couro preto no ambiente iluminado. O vídeo termina com um close-up de Gaga cantando o refrão "Mum-mum-mum-ma".

### Lançamento e recepção
A versão principal do videoclipe de "Poker Face" pode ser encontrada no VEVO e no iTunes de Gaga. Ele estreou no programa PopLab da Logo TV, em 29 de outubro de 2008. Posteriormente, estreou em canais de música do Reino Unido em 17 de fevereiro de 2009. Na versão intitulada "TV Edit" do vídeo, as palavras "russian", "gun" e "muffin" são censuradas pelo gancho "mum-mum-mum-ma" e, dependendo do canal, "fuck her face" é alterado para "poker face". Há sete cortes do diretor no vídeo, todos vindos do site de Ray Kay. O "1st Rough Cut" e o segundo corte apresentam as palavras "FX: Tilt Up To Stars" no final. O "1st Rough Cut" tem a mesma duração da versão da canção no álbum, enquanto os outros cortes são tão longos quanto o vídeo principal, faltando um refrão e outro. Todos os cortes são semelhantes ao corte final do vídeo, com o mesmo conceito e tema geral, porém, algumas cenas foram adicionadas, enquanto outras foram retiradas. As imagens nos óculos LCD na versão lançada do vídeo foram feita através do trabalho de photoshop. Em todos os sete cortes, essas imagens eram exatamente as mesmas, mas diferentes da versão final. Em algumas versões da gravação, as palavras "muffin" (gíria para a vulva de uma mulher), "russian rollet" e "gun" são substituídas pelo som "bipe".
Após o seu lançamento, constou em várias listas dos melhores videoclipes de Gaga, elaboradas por diferentes publicações. Embora não tenha o colocado em nenhuma posição, a revista Rolling Stone elegeu-o um dos 15 melhores da artista, com editores argumentando que "posicionou a moda livre-pensadora de Gaga como o novo teste decisivo para os artistas emularem". De igual forma, a revista OK! posicionou-o em sua compilação dos dez melhores. O portal Pop Crush o ranqueou na oitava posição dentre os dez melhores de Gaga. Daniel Megarry, editor da Gay Times o colocou como o décimo melhor, avaliando que "Poker Face" sempre "permanecerá como uma das músicas mais populares de Gaga, e o videoclipe sem dúvida ajudou em seu sucesso. É um caso glamoroso e chamativo que estabeleceu o padrão para muitos vídeos futuros de Gaga; coreografia memorável, roupas icônicas, insinuações sexuais e perucas loiras platinadas". Posicionando-o no mesmo posto, Jael Goldfine, da revista WatchMojo, analisou que embora seja "muito mais simples e popular do que seus trabalhos posteriores" e "não se pareça com seus vídeos futuros", foi um "bom indicador do que estava por vir". A jornalista Erica Gonzales, do Harper's Bazaar, colocou a obra na sétima posição de sua lista dos dez mais icônicos de Gaga e escreveu que este foi "o videoclipe que ajudou a estabelece-la como uma artista de vanguarda, especialmente com suas escolhas de roupas única". Complementou dizendo que possuí uma das "maiores entradas de videoclipe que já vimos".
Em 21 de junho de 2009, "Poker Face" ganhou o prêmio de "Melhor Vídeo Internacional" no MuchMusic Video Awards. O vídeo recebeu quatro indicações aos MTV Video Music Awards, daquele mesmo ano, nas categorias de Vídeo do Ano, Artista Revelação, Melhor Vídeo Feminino e Melhor Vídeo de Pop. Com outras cinco indicações para "Paparazzi", Gaga e Beyoncé tornaram-se as artistas mais indicadas do ano. Na cerimônia do MTV Australia Awards, foi indicado para Melhor Vídeo de uma Artista Feminina. Já na premiação tailandesa Channel V Thailand Music Video Awards, venceu como Vídeo Internacional. Em 2010, a gravação também concorreu aos MTV Video Music Awards Japan, nas categorias Melhor Vídeo do Ano e Melhor videoclipe de Dance; contudo, só faturou essa última.

## Apresentações ao vivo
"Poker Face" foi apresentado por Gaga em várias aparições suas, incluindo no AOL Sessions, no Cherrytree House da Interscope Records, e também no MTV Live sessions. A artista apresentou a obra, tanto em sua versão original quanto em formato acústico, em sua turnê The Fame Ball Tour. Para essa última versão, ela usava um vestido feito de bolhas de plástico transparentes e tocava um piano de acrílico enquanto um manequim brilhante ficava posicionado em frente a ela. A intérprete afirmou que o piano enfeitado de bolhas transparentes foi feito especificamente para combinar com seu traje. A versão oficial era apresentada por ela como a música final do encore, depois de "Boys, Boys, Boys". A artista iniciava a performance dizendo: "Alguns dizem que Lady Gaga é uma mentira, e eles estão certos: eu sou uma mentira, e todos os dias eu luto para tornar-me verdade". Ela usava um collant transparente com espartilho enfeitado com cristais e um chapéu de almirante. O chapéu, assim como as luvas sem dedos usadas, eram decorados com a palavra Gaga.
Em 1º de abril de 2009, tanto a versão acústica quanto a original de "Poker Face" foram tocadas ao vivo no American Idol, exibido pela Fox. A apresentação começou com Gaga sentada em um piano de acrílico cheio de bolhas e banhado em luz rosa. Ela começou a cantar o segundo verso da canção, no estilo semelhante ao de Bette Midler, acompanhada por um violinista enquanto usava uma ombreira de alumínio brilhante e uma peruca loira platinada. Após o primeiro refrão, o ritmo aumentou de onde a introdução original da música começava. Gaga, então, se levantou de seu assento e começou a executa-la no meio do palco. Ela usava um collant prateado com uma estrela gigante no ombro e borlas. Conforme a música progredia para o verso intermediário, o violinista a tocava em uma versão downtempo e a intérprete dançava freneticamente pelo palco. A apresentação, que terminou com ela olhando para o público enquanto revelava um zíper aberto, remendado sobre seu olho esquerdo, foi descrita como uma "arte performática alienígena-disco". Cortney Harding, da Billboard, escreveu: "[foi] o momento mais alto de Gaga na TV [...] mostrando ao centro dos Estados Unidos que ela era uma verdadeira estrela pop".
A versão acústica de "Poker Face" foi apresentada por Gaga no programa Live & In-Session, da BBC, em 19 de abril de 2009. No mesmo dia, ela a executou durante sua primeira aparição na TV italiana, ocorrida no programa Quelli che... il Calcio. A obra também foi tocada na atração britânica The Paul O'Grady Show. Primeiro, Gaga tocou uma versão acústica antes de passar para a versão tradicional. No mesmo país, cantou a versão acústica anterior à original e uma versão em ritmo de rock; todas no Fridat Night with Jonathan Ross. Durante sua participação no The Ellen DeGeneres Show, em 12 de maio de 2009, voltou a interpreta-la. Na ocasião, Gaga trajou um giroscópio na cabeça, projetado pelo designer de chapéus teatrais Nasir Mazhar e tocou piano em pé no banquinho. Ela se referiu ao giroscópio como sua "barreira Gaga". Isso impediu a apresentadora Ellen DeGeneres de cumprimenta-la por causa do tamanho do equipamento.. Uma versão remixada de "Poker Face" e "LoveGame" foi apresentada nos MuchMusic Video Awards de 2009, durante um show ao ar livre na rua. Esta performance — que incluiu Gaga sendo presa em um falso vagão de metrô cercada por policiais falsos —, foi anunciada como uma homenagem à cidade de Nova Iorque. Trechos da canção foram apresentados por ela na trigésima quinta temporada do programa de comédia americano  Saturday Night Live, enquanto usava uma engenhoca gigante ("The Orbit") de vários anéis concêntricos metálicos que giravam em torno dela. Em setembro de 2009, ela esteve na França; Lá, apareceu no programa de televisão Taratata, onde acrescentou um verso improvisado em francês enquanto cantava "Poker Face".

Gaga apresentando "Poker Face" na The Monster Ball Tour, em 2010.

A música foi adicionada ao repertório da turnê The Monster Ball Tour. A versão ao piano foi tocada por Gaga enquanto se equilibrava no banquinho em frente ao instrumento e mantinha uma perna no ar. O rapper Kid Cudi se juntou a ela para tocar sua música  "Make Her Say", que contém uma amostra de "Poker Face". A versão original foi tocada no último segmento do show. Nele, a artista usava um vestido feito de armas e, durante a apresentação, ela levantou as mãos no ar. Durante alguns shows específicos da Monster Ball (2010-11), a intérprete dançava ao redor do palco enquanto chicoteava uma corrente metálica. Em 2010, na 52.ª edição dos Grammy Awards, Gaga abriu a cerimônia interpretando a composição do topo de um pedestal. No meio da performance, ela foi jogada na lixeira de seu cenário 'Fame Factory', antes de emergir sentada em um piano, de frente para Elton John. Veio a apresentá-la novamente em maio de 2011, durante o Big Weekend, da Radio 1, realizado em Carlisle, Cumbria. A musicista incluiu o tema em sua turnê Born This Way Ball (2012–2013), onde exibiu uma versão modificada de seu infame vestido de carne. Durante a performance, ela e seus dançarinos se colocaram de cabeça em enormes moedores de carne. Para seu show de residência realizado em 2014, Lady Gaga Live at Roseland Ballroom, ela escolheu realizar a música em uma versão apenas ao piano. No mesmo ano, na turnê Artrave: The Artpop Ball, executou a obra como parte de um medley com "Just Dance" e "Telephone" enquanto usava um vestido branco na altura do joelho, saltos altos, e uma peruca loira com franja.

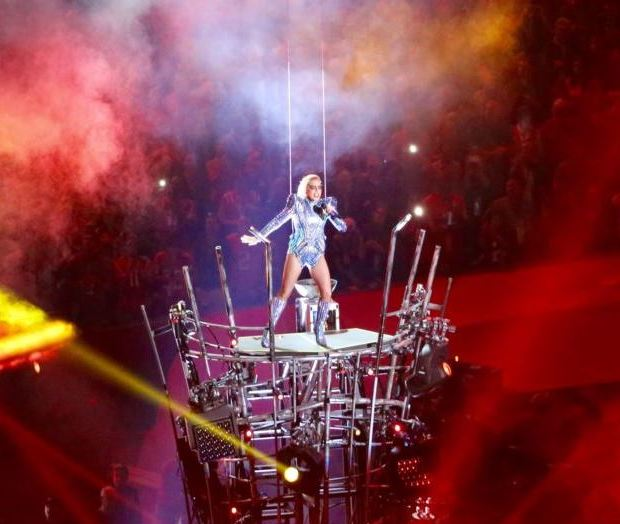
Gaga durante o show do intervalo do Super Bowl LI.

Em outubro de 2016, Gaga apareceu no quadro Carpool Karaoke, do The Late Late Show with James Corden, onde "Poker Face" foi uma das músicas que cantou. O número foi posteriormente incluído como parte de sua apresentação no Super Bowl LI, ocorrido em 5 de fevereiro de 2017. Depois de descer do topo do prédio, ela começou a executa-lo em um pilar alto, antes de continuar a interpretação com acrobacias aéreas e ser pendurada em uma corda no ar. Mais tarde, foi executado no Festival Coachella. Na ocasião, deu voz a canção como parte de um encore ao lado de "Bad Romance". Durante a turnê Joanne World Tour (2017–2018), a musicista usava um collant preto com franjas enfeitadas com joias para a apresentação da canção. Em sua residência em Las Vegas, a Lady Gaga Enigma + Jazz & Piano (2018–2021), ela voltou a executa-la. O espetáculo era dividido em dois shows diferentes. Durante as do Enigma, Gaga cantava "Poker Face" como a segunda faixa do repertório, enquanto no Jazz and Piano, uma versão intimista da obra ao piano era tocada. Também foi apresentada ao piano durante o concerto da artista transmitido ao vivo em 30 de setembro de 2021, que foi realizado em comemoração ao seu segundo álbum colaborativo com Tony Bennett, chamado Love for Sale. No ano seguinte, a obra foi tocada na turnê The Chromatica Ball. Na performance, Gaga aparecia em cima de um cenário que remetia uma laje gigante de concreto, enquanto ficava parada dentro de uma vestimenta de couro do tipo sarcófago com apenas seu rosto visível. Camadas de sua roupa eram lentamente removidas ao mesmo tempo em que ela girava com movimentos limitados para executar "Just Dance" e "Poker Face".

## Regravações e uso na mídia
Vários artistas fizeram sua própria versão de "Poker Face" ou a apresentaram em shows ou programas diversos. Em 12 de julho de 2009, o músico americano Chris Daughtry apresentou uma versão acústica da música para uma estação de rádio na Alemanha. No mesmo ano, a banda de rock Weezer apresentou-a ao vivo durante sua turnê. A canção também foi apresentada no episódio "Whale Whores" da série animada South Park. Os personagens que cantaram foram Eric Cartman, Kyle e Kenny enquanto jogavam Rock Band, nas vozes de Trey Parker e Matt Stone, respectivamente. Em 16 de março de 2010, a regravação foi disponibilizada para download na loja do Rock Band, no mesmo dia foi colocado à venda um pacote contendo a versão original da música, entre outros.
A cantora britânica Pixie Lott divulgou um vídeo dando voz a obra em julho de 2009. Alex Borstein interpretou-a em um episódio especial de Family Guy, parodiando Marlee Matlin, que interrompeu a apresentação como convidada. O ator Christopher Walken apresentou uma versão instrumental especial de "Poker Face" no  Friday Night with Jonathan Ross, da BBC1, no Halloween de 2009. A obra também foi regravada pelo britânico Mika no segmento Live Lounge, da estação de rádio britânica BBC Radio 1, onde artistas convidados geralmente cantam uma música de outros cantores. O single "Make Her Say" do rapper Kid Cudi com participação de Kanye West apresenta uma amostra vocal da versão acústica de "Poker Face" que Gaga interpretou em seu EP The Cherrytree Sessions. Aqui, recebeu um novo nome — "I Poke Her Face", mas teve que ser renomeada para torná-la mais adequada para tocar no rádio. "Poker Face" foi editada por Kanye West, que também contribuiu para a produção da gravação, além de contar com mixagem de fundo do DJ A-Trak. West expressou que era fã de Gaga e gostou da música, depois de vê-la cantar uma versão diferente da obra na Internet. Isso o levou a usá-la como sampler em "Make Her Say". De acordo com West, eles mudaram o temática LGBT da música quando a utilizaram como amostra. A própria Gaga se manifestou a favor da música, dizendo que West percebeu o seu significado.
Idina Menzel e Lea Michele, nos papéis de Rachel Berry e Shelby Corcoran, respectivamente, apresentaram uma versão acústica de "Poker Face" no episódio " Theatricality" da série de televisão americana Glee. A versão deles estreou na posição 100 na parada Billboard Hot 100 e saltou para a 20.ª na semana seguinte. "Weird Al" Yankovic incluiu o refrão da obra como parte de seu medley de música polca, intitulado "Polka Face", para seu álbum de Alpocalypse (2011). Durante os créditos finais de "Lisa Goes Gaga", o último episódio da temporada de 2012 dos Simpsons, Homer Simpson apresentou uma paródia da canção, intitulada "Homer Face". Em seu programa The Kelly Clarkson Show, exibido em 19 de fevereiro de 2021, Kelly Clarkson reiterpretou a obra em ritmo de rock durante o quadro Kellyoke. Vell Rodrigues, uma cosplay de Gaga, executou "Poker Face" no programa Faustão na Band exibido em 19 de junho de 2023.

## Faixas e formatos
- Download digital

| Poker Face: Single |              |         |  |
| N.º                | Título       | Duração |  |
| 1.                 | "Poker Face" | 3:57    |  |

| Poker Face: The Remixes EP |                                       |         |  |
| N.º                        | Título                                | Duração |  |
| 1.                         | "Poker Face" (Space Cowboy Remix)     | 4:53    |  |
| 2.                         | "Poker Face" (Dave Audé Remix)        | 8:12    |  |
| 3.                         | "Poker Face" (Jody den Broeder Remix) | 8:05    |  |

| Download digital: Alemanha, Finlândia, Noruega, Portugal e Suíça |                                                    |         |  |
| N.º                                                              | Título                                             | Duração |  |
| 1.                                                               | "Poker Face"                                       | 3:57    |  |
| 2.                                                               | "Poker Face" (Space Cowboy Remix)                  | 4:53    |  |
| 3.                                                               | "Just Dance" (con Colby O'Donis)                   | 4:02    |  |
| 4.                                                               | "Just Dance" (Redone Remix con Kardinal Offishall) | 4:18    |  |

| Download digital: Austrália e Nova Zelândia |                                   |         |  |
| N.º                                         | Título                            | Duração |  |
| 1.                                          | "Poker Face"                      | 3:57    |  |
| 2.                                          | "Just Dance" (Robots to Mars Mix) | 4:38    |  |

| Download digital: Bélgica e França |                                     |         |  |
| N.º                                | Título                              | Duração |  |
| 1.                                 | "Poker Face"                        | 3:58    |  |
| 2.                                 | "Poker Face" (Glam As You Club Mix) | 7:50    |  |
| 3.                                 | "Poker Face" (Dave Audé Remix)      | 8:14    |  |

| Download digital: Finlândia, França, Noruega e Portugal |                                       |         |  |
| N.º                                                     | Título                                | Duração |  |
| 1.                                                      | "Poker Face" (Glam As You Club Mix)   | 7:50    |  |
| 2.                                                      | "Poker Face" (Jody Den Broeder Remix) | 8:05    |  |
| 3.                                                      | "Poker Face" (LLG vs. GLG Club Mix)   | 6:30    |  |
| 4.                                                      | "Poker Face" (Dave Audé Remix)        | 8:13    |  |

| Download digital: França |                                      |         |  |
| N.º                      | Título                               | Duração |  |
| 1.                       | "Poker Face" (Glam As You Radio Mix) | 3:49    |  |
| 2.                       | "Poker Face" (Jody den Broeder Edit) | 4:21    |  |
| 3.                       | "Poker Face" (LLG vs GLG Radio Mix)  | 4:02    |  |
| 4.                       | "Poker Face" (Dave Audé Edit)        | 3:50    |  |
| 5.                       | "Poker Face" (Space Cowboy Remix)    | 4:54    |  |

| Download digital: Irlanda e Reino Unido |                                              |         |  |
| N.º                                     | Título                                       | Duração |  |
| 1.                                      | "Poker Face"                                 | 3:57    |  |
| 2.                                      | "Poker Face" (Tommy Sparks & The Fury Remix) | 3:56    |  |
| 3.                                      | "Poker Face" (Dave Audé Remix)               | 8:12    |  |

| Download digital: Reino Unido |                                              |         |  |
| N.º                           | Título                                       | Duração |  |
| 1.                            | "Poker Face"                                 | 3:57    |  |
| 2.                            | "Poker Face" (Tommy Sparks & The Fury Remix) | 3:56    |  |

- Vinil

| Disco de vinil de sete polegadas do Japão |                                   |         |  |
| N.º                                       | Título                            | Duração |  |
| 1.                                        | "Poker Face"                      | 3:57    |  |
| 2.                                        | "Poker Face" (Space Cowboy Remix) | 4:53    |  |

- CD single

| CD single: Alemanha |                                                    |         |  |
| N.º                 | Título                                             | Duração |  |
| 1.                  | "Poker Face"                                       | 3:57    |  |
| 2.                  | "Just Dance" (Redone Remix con Kardinal Offishall) | 4:18    |  |

| CD single: Alemanha, Canadá e Reino Unido |                                       |         |  |
| N.º                                       | Título                                | Duração |  |
| 1.                                        | "Poker Face" (Space Cowboy Remix)     | 4:53    |  |
| 2.                                        | "Poker Face" (Jody Den Broeder Remix) | 8:05    |  |
| 3.                                        | "Poker Face" (Dave Audé Remix)        | 8:12    |  |
| 4.                                        | "Poker Face"                          | 3:57    |  |
| 5.                                        | "Poker Face" (instrumental)           | 3:57    |  |

| CD single: Bélgica e França |                                     |         |  |
| N.º                         | Título                              | Duração |  |
| 1.                          | "Poker Face"                        | 3:58    |  |
| 2.                          | "Poker Face" (Glam As You Club Mix) | 7:50    |  |
| 3.                          | "Poker Face" (Dave Audé Remix)      | 8:14    |  |

| CD single: Reino Unido |                                              |         |  |
| N.º                    | Título                                       | Duração |  |
| 1.                     | "Poker Face"                                 | 3:57    |  |
| 2.                     | "Poker Face" (Tommy Sparks & The Fury Remix) | 3:56    |  |

## Créditos e equipe
Todo o processo de elaboração de "Poker Face" atribui os seguintes créditos:
- Lady Gaga: vocais principais, escrita, produção
- RedOne: vocais de apoio, engenharia, instrumentação, escrita, produção, programação
- Gene Grimaldi: masterização
- Robert Orton: mixagem
- Dave Russell: engenharia de gravação

## Desempenho comercial

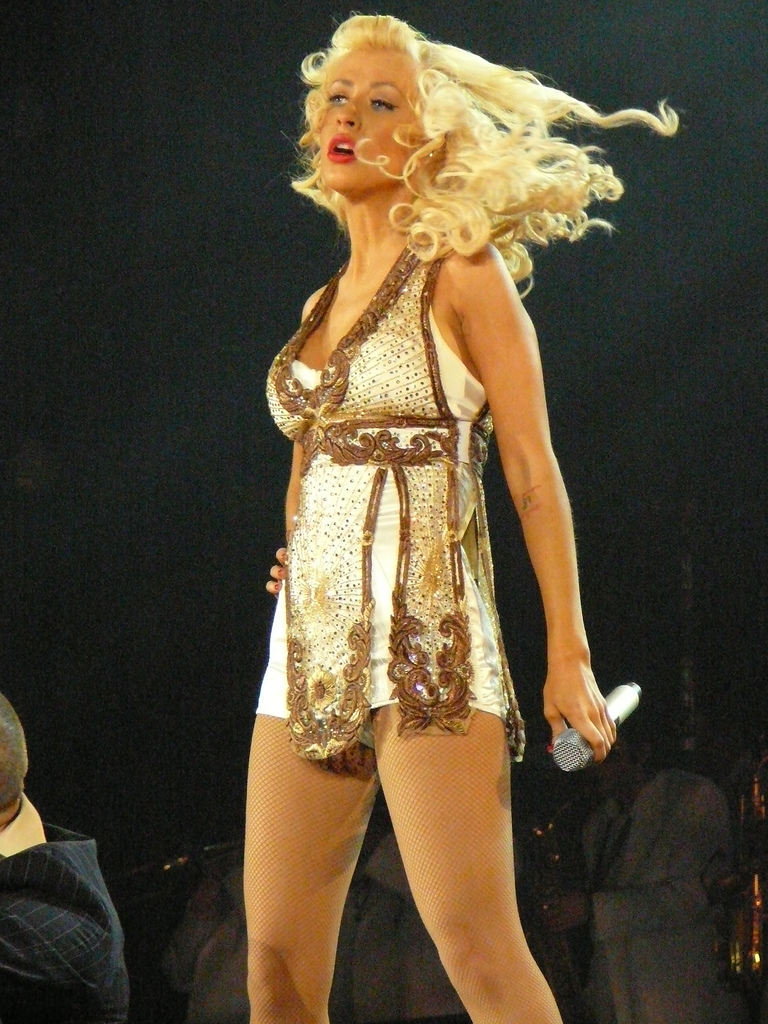
Gaga se tornou a primeira artista estreante a ter dois singles em primeiro lugar na Billboard Hot 100 desde Christina Aguilera (foto).

Nos Estados Unidos, "Poker Face" estreou na 92.ª posição da Billboard Hot 100 na semana de 3 de janeiro de 2009 e, em 7 de março, saltou para a 6.ª. Em sua segunda atualização na tabela, a música subiu mais três posições. Continuou a crescer no gráfico até atingir o terceiro lugar, onde permaneceu por mais duas edições. Na edição da Billboard Hot 100 de 11 de abril de 2009, a música finalmente chegou ao topo. Com isso, se tornou a segunda canção consecutiva de Gaga a conquistar essa posição da parada, marcando também a primeira vez que um artista revelação teve seus dois primeiros singles na liderança desde que Christina Aguilera conseguiu o feito com "Genie in a Bottle" e "What a Girl Wants" em 1999 e 2000. A música passou uma semana na liderança, nove edições no número dois, 18 semanas nos dez primeiros lugares e permaneceu na parada por um total de 40 edições. Até o momento, ao lado de "Born This Way" (2011), é as duas únicas canções solo da intérprete a alcançar o topo da Billboard Hot 100. "Poker Face" também atingiu o cume das tabelas genéricas Hot Dance Airplay e Hot Dance Club Play. Tornou-se o primeiro single — desde "Sorry" (2006) de Madonna —, a liderar em uma única semana todas as três paradas de música dance, incluindo a Hot Dance Singles Sales. Foi certificada como diamante (10x platina) pela Recording Industry Association of America (RIAA) denotando 10 milhões de vendas no país, sendo que 7,5 milhões de cópias foram adquiridas por download digitais até fevereiro de 2018, de acordo com o rastreamento da Nielsen SoundScan. Gaga é a primeira artista na história a ultrapassar a marca de seis e sete milhões de compras digitais com duas músicas, a primeira sendo "Just Dance". É também a canção da intérprete que mais vendeu nesse formato nos Estados Unidos.
"Poker Face" estreou na tabela canadense Canadian Hot 100, ocupando o número 41. Na atualização de 13 de dezembro de 2008, a composição ascendeu ao primeiro lugar e passou nove semanas não consecutivas no posto. Em recompensa às 320 mil unidades digitais comercializadas, foi premiado oito vezes com certificado de platina pela Music Canada (MC). Já no Brasil, chegou até o número 21 entre as quarenta mais executadas nas rádios e recebeu uma certificação de diamante da Pro-Música Brasil (PMB) pelo excedente de 250 mil vendas. Na Oceania, entrou no 26.º lugar da parada australiana ARIA Charts e, em sua sétima atualização, atingiu o número um. "Poker Face" vendeu mais de 1 milhão de cópias na Austrália, sendo certificado com quinze platinas pela Australian Recording Industry Association (ARIA). Deteve o recorde de música com a permanência mais longa dentro da ARIA Charts em toda sua história, com 106 semanas, até ser destronada por "Riptide", de Vance Joy, em maio de 2015. Na Nova Zelândia, a música estreou na parada oficial na posição 21. Em sua sexta atualização no gráfico, atingiu o a posição máxima, a qual manteve-se por 10 semanas consecutivas. A Recording Industry Association of New Zealand (RIANZ) posteriormente reconheceu a compra de 150 mil unidades da canção com a emissão de cinco certificados de platina.
No Reino Unido, "Poker Face" estreou no número 30 da UK Singles Chart. Depois de três meses, converteu-se no segundo single consecutivo de Gaga a chegar ao ápice da tabela. Ostentou o posto de canção mais vendida digitalmente em terras britânicas, antes de ser ultrapassado por "I Gotta Feeling", do The Black Eyed Peas  em junho de 2010. No entanto, se tornou o single mais adquirido no país em 2009 e foi premiada como Gravação do Ano. De acordo com a Official Charts Company (OCC), até setembro de 2017, a obra já havia vendido mais de um milhão e 18 mil unidades puras e foi transmitida 8,27 milhões de vezes. Mais tarde, foi classificada como platina quádrupla pela British Phonographic Industry (BPI), tendo comercializado 2 milhões e 400 mil cópias no Reino Unido e gerado 155 milhões de streams até fevereiro de 2025.
Na Itália, "Poker Face" estreou no 19.º lugar e atingiu o 2.º como melhor. A música também atingiu a liderança em vários outros países europeus, incluindo Alemanha, Áustria, Bélgica (Flandres e Valônia), Dinamarca, Finlândia, França, Irlanda, Holanda, Noruega, Polônia, Suécia e Suíça. Além de obter a maior quantidade de downloads digitais para uma canção na história da Alemanha, foi também a primeira a vender 500 mil cópias nesse formato. Posteriormente, a Bundesverband Musikindustrie (BVMI) entregou uma certificação de platina quádrupla, denotando distribuição de 1 milhão e 200 mil unidades. Como consequência de seu desempenho no continente, passou 16 semanas não consecutivas no topo da parada European Hot 100 Singles. Até novembro de 2009, a música já havia vendido mais de 9 milhões e 800 mil cópias globalmente — de acordo com a International Federation of the Phonographic Industry (IFPI) —, tornando-se mais comprada naquele ano. Desde então, com mais de 13 milhões e 400 mil réplicas até 2013, tornou-se um dos singles mais adquiridos de todos os tempos.
| País — Tabela musical (2009—2025)        | Melhor posição |
| ---------------------------------------- | -------------- |
| Alemanha (GfK Entertainment Charts)      | 1              |
| Austrália (ARIA Charts)                  | 1              |
| Áustria (Ö3 Austria Top 40)              | 1              |
| Bélgica (Ultratop 50 de Flandres)        | 1              |
| Bélgica (Ultratop 40 de Valônia)         | 1              |
| Brasil (Crowley Broadcast Analysis)      | 21             |
| Canadá (Billboard AC)                    | 28             |
| Canadá (Billboard CHR/Top 40)            | 1              |
| Canadá (Billboard Hot AC)                | 1              |
| Canadá (Canadian Hot 100)                | 1              |
| Croácia (National Report)                | 1              |
| Coreia do Sul (Gaon Internacional Chart) | 7              |
| Dinamarca (Tracklisten)                  | 1              |
| El Salvador (EFE)                        | 1              |
| Escócia (OCC)                            | 1              |
| Eslováquia (IFPI Slovenská Republika)    | 89             |
| Espanha (PROMUSICAE)                     | 2              |
| Estados Unidos (Adult Pop Airplay)       | 12             |
| Estados Unidos (Billboard 100)           | 1              |
| Estados Unidos (Dance Club Songs)        | 1              |
| Estados Unidos (Dance/Mix Show Airplay)  | 1              |
| Estados Unidos (Hot Latin Songs)         | 24             |
| Estados Unidos (Hot R&B/Hip-Hop Songs)   | 75             |
| Estados Unidos (Mainstream Top 40)       | 1              |
| Estados Unidos (Rhythmic Songs)          | 5              |
| Europa (Euro Digital Songs)              | 1              |
| Finlândia (IFPI Finlândia)               | 1              |
| França (SNEP)                            | 1              |
| Grécia (Greece Digital Song Sales)       | 2              |
| Hungria (Dance Top 40)                   | 1              |
| Hungria (Rádiós Top 40)                  | 5              |
| Hungria (Single Top 40)                  | 6              |
| Irlanda (IRMA)                           | 1              |
| Israel (Media Forest)                    | 1              |
| Itália (FIMI)                            | 2              |
| Lituânia (AGATA)                         | 93             |
| Luxemburgo (Luxembourg Digital Songs)    | 3              |
| México (Monitor Latino)                  | 1              |
| México (Billboard Ingles Airplay)        | 1              |
| Noruega (VG-lista)                       | 1              |
| Nova Zelândia (Recorded Music NZ)        | 1              |
| Países Baixos (Dutch Top 40)             | 1              |
| Países Baixos (Single Top 100)           | 1              |
| Portugal (Portugal Digital Songs)        | 3              |
| Romênia (Romanian Top 100)               | 1              |
| Reino Unido (UK Singles Chart)           | 1              |
| República Checa (IFPI Česká Republika)   | 2              |
| Rússia (Tophit)                          | 1              |
| Suécia (Sverigetopplistan)               | 1              |
| Suíça (Schweizer Hitparade)              | 1              |
| Ucrânia (TopHit)                         | 2              |

| País — Tabela musical (2009)    | Posição |
| ------------------------------- | ------- |
| Brasil (Brasil Hot 100 Airplay) | 18      |
| Brasil (Brasil Hot Pop Songs)   | 10      |
| CEI (TopHit)                    | 1       |
| Rússia (TopHit)                 | 1       |
| Ucrânia (TopHit)                | 5       |

| País — Tabela musical (2009)            | Posição |
| --------------------------------------- | ------- |
| Alemanha (GfK Entertainment Charts)     | 1       |
| Austrália (ARIA Charts)                 | 11      |
| Áustria (Ö3 Austria Top 40)             | 1       |
| Bélgica (Ultratop 50 de Flandres)       | 1       |
| Bélgica (Ultratop 40 de Valônia)        | 1       |
| Canadá (Canadian Hot 100)               | 2       |
| CEI (TopHit)                            | 14      |
| Croácia (HRT International Airplay)     | 1       |
| Dinamarca (Tracklisten)                 | 2       |
| Espanha (PROMUSICAE)                    | 13      |
| Estados Unidos (Adult Top 40)           | 39      |
| Estados Unidos (Billboard Hot 100)      | 2       |
| Estados Unidos (Dance Club Songs)       | 16      |
| Estados Unidos (Dance/Mix Show Airplay) | 2       |
| Estados Unidos (Hot Latin Songs)        | 67      |
| Estados Unidos (Mainstream Top 40)      | 4       |
| Estados Unidos (Rhythmic Songs)         | 23      |
| Europa (European Hot 100)               | 1       |
| França (SNEP)                           | 4       |
| Hungria (Dance Top 40)                  | 7       |
| Hungria (Rádiós Top 40)                 | 9       |
| Irlanda (IRMA)                          | 3       |
| Itália (FIMI)                           | 4       |
| Japão (Japan Hot 100)                   | 82      |
| Nova Zelândia (Recorded Music NZ)       | 15      |
| Países Baixos (Dutch Top 40)            | 15      |
| Países Baixos (Single Top 100)          | 4       |
| Reino Unido (UK Singles Chart)          | 1       |
| Romênia (Romanian Top 100)              | 9       |
| Rússia (TopHit)                         | 17      |
| Suécia (Sverigetopplistan)              | 4       |
| Suíça (Schweizer Hitparade)             | 1       |
| Taiwan (Yearly Singles Top 100)         | 3       |
| Ucrânia (TopHit)                        | 9       |
| País — Tabela musical (2010)            | Posição |
| Bélgica (Ultratop 50 de Flandres)       | 67      |
| Bélgica (Ultratop 40 da Valônia)        | 50      |
| Europa (European Hot 100)               | 92      |
| Itália (FIMI)                           | 95      |
| Japão (RIAJ Digital Track Chart)        | 62      |
| Reino Unido (UK Singles Chart)          | 151     |

| País — Tabela musical (2000—10)     | Posição |
| ----------------------------------- | ------- |
| Alemanha (GfK Entertainment Charts) | 2       |
| Austrália (ARIA Charts)             | 4       |
| Áustria (Ö3 Austria Top 40)         | 3       |
| CEI (TopHit)                        | 85      |
| Estados Unidos (Billboard Hot 100)  | 42      |
| Reino Unido (UK Singles Chart)      | 15      |
| Rússia (TopHit)                     | 110     |
| Ucrânia (TopHit)                    | 44      |

| País — Tabela musical                        | Posição |
| -------------------------------------------- | ------- |
| Estados Unidos (Billboard Hot 100)(Mulheres) | 86      |
| Reino Unido (UK Singles Chart)               | 94      |

| Região | Certificação | Vendas      |
| --- | ------------ | ----------- |
| Alemanha (BVMI) | 4× Platina   | 1 200 000‡  |
| Austrália (ARIA) | 15× Platina  | 1 050 000‡  |
| Áustria (IFPI Áustria) | 2× Platina   | 60 000*     |
| Bélgica (BEA) | Platina      | 20 000‡     |
| Brasil (Pro-Música Brasil) | Diamante     | 250 000‡    |
| Canadá (Music Canada) | 8× Platina   | 3 200 000*  |
| Espanha (PROMUSICAE) | 2× Platina   | 80 000*     |
| Espanha (PROMUSICAE) Após 2015 | Platina      | 60 000‡     |
| Estados Unidos (RIAA) | 10× Platina  | 10 000 000‡ |
| Finlândia (Musiikkituottajat) | Platina      | 14 227      |
| França | —            | 300 000     |
| Itália (FIMI) | 2× Platina   | 60 000‡     |
| Japão (RIAJ) Digital | Platina      | 250 000*    |
| Japão (RIAJ) Ringtone | Platina      | 250 000*    |
| Japão (RIAJ) Ringtone (LLG VS GLG Radio Mix) | Platina      | 250 000*    |
| Noruega (IFPI Noruega) | 4× Platina   | 240 000‡    |
| Nova Zelândia (RIANZ) | 5× Platina   | 150 000‡    |
| Reino Unido (BPI) | 4× Platina   | 2 400 000   |
| Suécia (GLF) | 2× Platina   | 40 000^     |
| Suíça (IFPI Suíça) | Ouro         | 90 000^     |
| *números de vendas baseados somente na certificação ^distribuições baseadas apenas na certificação ‡vendas+valores de streaming baseados somente na certificação |              |             |

## Histórico de lançamento
| País           | Data                    | Formato                    | Versão                                                                               | Gravadora                                | Ref.    |
| -------------- | ----------------------- | -------------------------- | ------------------------------------------------------------------------------------ | ---------------------------------------- | ------- |
| Vários         | 23 de setembro de 2008  | Download digital           | Original                                                                             | Cherrytree Interscope KonLive Streamline | [ 292 ] |
| Austrália      | 25 de outubro de 2008   | CD single                  | Original                                                                             | Interscope                               | [ 10 ]  |
| Itália         | 31 de outubro de 2008   | Airplay de rádio           | Original                                                                             | Universal                                | [ 293 ] |
| Vários         | 16 de dezembro de 2008  | Extended Play (EP) digital | Remixes                                                                              | Interscope                               | [ 294 ] |
| França         | 22 de janeiro de 2009   | Extended Play (EP) digital | Remixes                                                                              | Interscope                               | [ 295 ] |
| França         | 23 de janeiro de 2009   | Extended Play (EP) digital | Original remixes                                                                     | Interscope                               | [ 296 ] |
| França         | 26 de janeiro de 2009   | CD single                  | Original remixes                                                                     | Polydor                                  | [ 297 ] |
| Estados Unidos | 27 de janeiro de 2009   | Rádios mainstream          | Original                                                                             | Interscope                               | [ 7 ]   |
| Alemanha       | 20 de fevereiro de 2009 | CD single                  | Original                                                                             | Interscope                               | [ 298 ] |
| Alemanha       | 20 de fevereiro de 2009 | EP digital                 | Original Remix de Space Cowboy                                                       | Interscope                               | [ 8 ]   |
| Alemanha       | 24 de fevereiro de 2009 | Maxi single                | Original Remix de Space Cowboy                                                       | Interscope                               | [ 12 ]  |
| Estados Unidos | 10 de março de 2009     | CD single                  | Remixes                                                                              | Cherrytree Interscope KonLive Streamline | [ 299 ] |
| Reino Unido    | 9 de abril de 2009      | EP digital                 | Original remixes                                                                     | Interscope                               | [ 9 ]   |
| Reino Unido    | 13 de abril de 2009     | Vinil de doze polegadas    | Original Remix de Space Cowboy                                                       | Polydor                                  | [ 11 ]  |
| Reino Unido    | 13 de abril de 2009     | CD single                  | Original                                                                             | Polydor                                  | [ 300 ] |
| Alemanha       | 3 de junho de 2009      | EP digital                 | Remixes                                                                              | Interscope                               | [ 123 ] |
| Canadá         | 23 de junho de 2009     | Download digital           | Medley ao vivo nos MMVA 2009 ("LoveGame" / "Poker Face")                             | Interscope                               | [ 301 ] |
| Vários         | 1 de fevereiro de 2010  | Download digital           | Ao vivo na 52.ª edição dos Grammy Awards ("Poker Face" / "Speechless" / "Your Song") | Universal                                | [ 302 ] |
| Polônia        | 24 de fevereiro de 2010 | Download digital           | versão Piano & Voz                                                                   | Universal                                | [ 303 ] |